# Artele spectacolului
Artele spectacolului (în engleză Performing arts) denumesc generic acele arte, ale căror opere sunt caracterizate de o reprezentare efemeră, limitată în timp. Ele presupun prezența unor interpreți sau actori (în sensul general al termenului) și a unui public spectator.
Ele se deosebesc de artele plastice (sau artele vizuale) prin faptul că se bazează pe o acțiune de interpretare în timp (arta se produce în momentul prezentării ei) și nu pe expunerea unor opere de artă realizate în prealabil. Esența artelor spectacolului constă deci în orientarea lor către arta ca proces, în locul lucrării de artă ca obiect palpabil. Chiar dacă spectacolul, ca proces efemer (termen clasic, "arte efemere", din grecescul "ephemeros"), poate fi înregistrat (video, audio, etc.), producerea lui inițială rămâne una de tip procesual și nu obiectual. Aceste arte presupun deci mai degrabă o "punere în scenă", un "spectacol" și mai puțin o "creație de obiecte de artă".

## Exemple
Artele spectacolului cuprind numeroase moduri de expresie artistică. Intre ele se numără atât arte considerate "clasice", cât și arte moderne și contemporane, sau arte aflate la confluența mai multor genuri, cum ar fi:
- Teatru, respectiv actorie, operă, operetă, musical, teatru de papuși, cabaret, vodevil, comedie, scamatorie, varieteu, circ, recitare (lectură publică), arta povestirii, pantomimă.
- Dans, respectiv balet, dans modern, dans contemporan, euritmie.
- Arte media, arta cinematografică, teatru radiofonic, arte video.
- Arte conceptuale, happening, fluxus, performance.

## Termeni echivalenți / greșiți
Artele spectacolului sunt denumite uneori și arte scenice, sau, în mod greșit, folosind barbarismul „arte performative” (care utilizează un termen strict tehnic din teoria lingvistică: „performativ” - din teoria lui Austin a verbelor performative).